# غافين غوردون
غافين غوردون (بالإنجليزية: Gavin Gordon)‏ (24 يونيو 1979 بمانشستر في المملكة المتحدة - ) هو لاعب كرة قدم بريطاني في مركز الهجوم. لعب مع أكسفورد يونايتد وكارديف سيتي ونادي كرولي تاون ونوتس كاونتي وهال سيتي وHiston F.C. ‏ ولينكولن سيتي أف سي ونادي وورثينغ وCrowborough Athletic F.C. ‏ وSleaford Town F.C. ‏ وRedhill F.C. ‏ وMerstham F.C. ‏.

## وصلات خارجية
- غافين غوردون على موقع قاعدة بيانات كرة القدم.إي يو (الإنجليزية)
- غافين غوردون على موقع Soccerbase.com (لاعب) (الإنجليزية)